# هنري كارسون
هنري كارسون (بالإنجليزية: Henry Carson)‏ هو سياسي أسترالي، ولد في 31 ديسمبر 1866 في أستراليا، وتوفي في 31 يوليو 1948 في برث في أستراليا. حزبياً، نشط في Western Australian National Party ‏. وقد انتخب عضو الجمعية التشريعية لأستراليا الغربية.